# Eleanor Holland
Elenor Holland, contessa di Salisbury (Upholland, 1386 – dopo il 1413), nobildonna inglese figlia di Thomas Holland, II conte di Kent, quindi fratellastro di Riccardo II d'Inghilterra. Eleanor fu la prima moglie di Thomas Montacute, IV conte di Salisbury, non va confusa con la sorella maggiore Alianore Holland, le due portano infatti, praticamente, lo stesso nome.

## La famiglia d'origine
Eleanor Holland nacque ad Upholland nel 1386, una dei dieci figli di Thomas Holland, II conte di Kent e di Alice FitzAlan sorella di Richard FitzAlan, XI conte di Arundel. Una delle sorelle maggiori di Eleanor era Alienor Holland, i loro nomi erano una variante l'uno dell'altro (entrambi provenivano dalla nonna materna Eleonora di Lancaster) ed Alienor andò in sposa a Ruggero Mortimer, IV conte di March, che Riccardo II d'Inghilterra aveva designato quale erede al trono. Il padre di Eleanor era fratellastro di Riccardo II d'Inghilterra, erano entrambi figli infatti di Giovanna di Kent, Thomas era figlio del primo matrimonio di Giovanna con Thomas Holland, I conte di Kent, mentre Riccardo era nato dalla sua unione con Edoardo il Principe Nero.
Il fratello maggiore di Eleanor Thomas Holland, I duca di Surrey venne ucciso nel 1400 da una folla inferocita presso Cirencester a causa del ruolo che questi aveva avuto nella Rivolta dell'Epifania, una sommossa volta a destabilizzare il neonato regno di Enrico IV d'Inghilterra che aveva detronizzato da poco il cugino Riccardo. Il contado del Surrey andò quindi all'altro fratello Edmund Holland, IV conte di Kent ed Eleanor entrò nella linea d'eredità.

## Il matrimonio, la figlia e la morte
Il 23 maggio 1399 Eleanor andò in sposa a Thomas Montacute, IV conte di Salisbury, figlio di John Montacute, III conte di Salisbury e Maud Francis. Ella era sui tredici anni e lo sposo doveva essere attorno agli undici e crescendo egli sarebbe divenuto uno dei più grandi comandanti della Guerra dei cent'anni. Eleanor non divenne contessa di Salisbury fino al 14 giugno 1409 quando il titolo venne formalmente restituito a suo marito. I titoli e le proprietà di Thomas Montacute erano stati infatti revocati a seguito dell'esecuzione di John avvenuta a causa della sua partecipazione alla Rivolta dell'Epifania. Anche lo zio di Eleanor, John Holland, I duca di Exeter, vi aveva partecipato ed era scappato a stento dal linciaggio solo per essere catturato a Exeter e venire decapitato per ordine di Joan FitzAlan, zia materna di Eleanor nonché suocera di Enrico IV.
Eleanor e Thomas andarono a vivere presso il villaggio di Bisham e dal loro matrimonio nacque una figlia:
- Alice Montacute, V contessa di Salisbury (1407-prima del 9 dicembre 1462) che fu la madre di Richard Neville, XVI conte di Salisbury.

Eleanor nacque in data imprecisata qualche tempo dopo il 1413 e venne sepolta a Bisham.
Attorno al 1424 Thomas si risposò con Alice Chaucer nipote dello scrittore Geoffrey Chaucer, ma il loro matrimonio restò senza figli.
Nel 1428 anche Thomas trovò la morte dopo essere stato gravemente ferito all'Assedio di Orléans e morì il 3 novembre di quell'anno.
Attraverso la figlia Alice Eleanor divenne la nonna di Richard Neville e anche di Cecily Bonville, VII baronessa Harington una delle più grandi ereditiere del suo tempo. Eleanor fu anche la bis-bis nonna di Caterina Parr, ultima delle mogli di Enrico VIII d'Inghilterra, sempre attraverso la figlia Alice.

## Ascendenza
|                                      |                                      |                                             | Genitori                                   |  |  | Nonni |  |  | Bisnonni                              |  |  | Trisnonni         |  |
|                                      |                                      |                                             |                                            |  |  |       |  |  | Robert de Holland, I barone di Holand |  |  | Robert de Holland |  |
|                                      |                                      |                                             |                                            |  |  |       |  |  | Robert de Holland, I barone di Holand |  |  | Robert de Holland |  |
|                                      |                                      | Elizabeth de Samlesbury                     |                                            |  |  |       |  |  | Robert de Holland, I barone di Holand |  |  |                   |  |
| Thomas Holland, I conte di Kent      |                                      |                                             |                                            |  |  |       |  |  | Robert de Holland, I barone di Holand |  |  |                   |  |
|                                      |                                      | Maud de la Zouche                           | Alan de la Zouche                          |  |  |       |  |  |                                       |  |  |                   |  |
|                                      |                                      | Maud de la Zouche                           | Alan de la Zouche                          |  |  |       |  |  |                                       |  |  |                   |  |
|                                      |                                      | Maud de la Zouche                           | Eleanor de Segrave                         |  |  |       |  |  |                                       |  |  |                   |  |
| Thomas Holland, II conte di Kent     |                                      | Maud de la Zouche                           |                                            |  |  |       |  |  |                                       |  |  |                   |  |
|                                      |                                      | Edmondo Plantageneto, I conte di Kent       | Edoardo I d'Inghilterra                    |  |  |       |  |  |                                       |  |  |                   |  |
|                                      |                                      | Edmondo Plantageneto, I conte di Kent       | Edoardo I d'Inghilterra                    |  |  |       |  |  |                                       |  |  |                   |  |
|                                      |                                      | Edmondo Plantageneto, I conte di Kent       | Marguerite di Francia                      |  |  |       |  |  |                                       |  |  |                   |  |
| Giovanna di Kent                     |                                      | Edmondo Plantageneto, I conte di Kent       |                                            |  |  |       |  |  |                                       |  |  |                   |  |
|                                      |                                      | Margaret Wake                               | John Wake, I barone Wake di Liddell        |  |  |       |  |  |                                       |  |  |                   |  |
|                                      |                                      | Margaret Wake                               | John Wake, I barone Wake di Liddell        |  |  |       |  |  |                                       |  |  |                   |  |
|                                      |                                      | Margaret Wake                               | Joan de Fiennes                            |  |  |       |  |  |                                       |  |  |                   |  |
| Eleanor Holland                      |                                      | Margaret Wake                               |                                            |  |  |       |  |  |                                       |  |  |                   |  |
|                                      | Edmund FitzAlan, IX conte di Arundel | Richard FitzAlan, VIII conte di Arundel     |                                            |  |  |       |  |  |                                       |  |  |                   |  |
|                                      | Edmund FitzAlan, IX conte di Arundel | Richard FitzAlan, VIII conte di Arundel     |                                            |  |  |       |  |  |                                       |  |  |                   |  |
|                                      | Edmund FitzAlan, IX conte di Arundel | Alice di Saluzzo                            |                                            |  |  |       |  |  |                                       |  |  |                   |  |
| Richard FitzAlan, X conte di Arundel | Edmund FitzAlan, IX conte di Arundel |                                             |                                            |  |  |       |  |  |                                       |  |  |                   |  |
|                                      |                                      | Alice de Warenne                            | William de Warenne                         |  |  |       |  |  |                                       |  |  |                   |  |
|                                      |                                      | Alice de Warenne                            | William de Warenne                         |  |  |       |  |  |                                       |  |  |                   |  |
|                                      |                                      | Alice de Warenne                            | Joan de Vere                               |  |  |       |  |  |                                       |  |  |                   |  |
| Alice FitzAlan                       |                                      | Alice de Warenne                            |                                            |  |  |       |  |  |                                       |  |  |                   |  |
|                                      |                                      | Enrico Plantageneto, III conte di Lancaster | Edmondo Plantageneto, I conte di Lancaster |  |  |       |  |  |                                       |  |  |                   |  |
|                                      |                                      | Enrico Plantageneto, III conte di Lancaster | Edmondo Plantageneto, I conte di Lancaster |  |  |       |  |  |                                       |  |  |                   |  |
|                                      |                                      | Enrico Plantageneto, III conte di Lancaster | Bianca d'Artois                            |  |  |       |  |  |                                       |  |  |                   |  |
| Eleonora di Lancaster                |                                      | Enrico Plantageneto, III conte di Lancaster |                                            |  |  |       |  |  |                                       |  |  |                   |  |
|                                      |                                      | Maud Chaworth                               | Patrick Chaworth                           |  |  |       |  |  |                                       |  |  |                   |  |
|                                      |                                      | Maud Chaworth                               | Patrick Chaworth                           |  |  |       |  |  |                                       |  |  |                   |  |
|                                      |                                      | Maud Chaworth                               | Isabella di Beauchamp                      |  |  |       |  |  |                                       |  |  |                   |  |
|                                      |                                      | Maud Chaworth                               |                                            |  |  |       |  |  |                                       |  |  |                   |  |